# Antioco e Stratonice
Antioco e Stratonice (Antiochus et Stratonice o La Maladie d'Antiochus) è un dipinto ad olio su tela di Jean-Auguste-Dominique Ingres, realizzato nel 1840 e oggi conservato al museo Condé di Chantilly.

## Storia

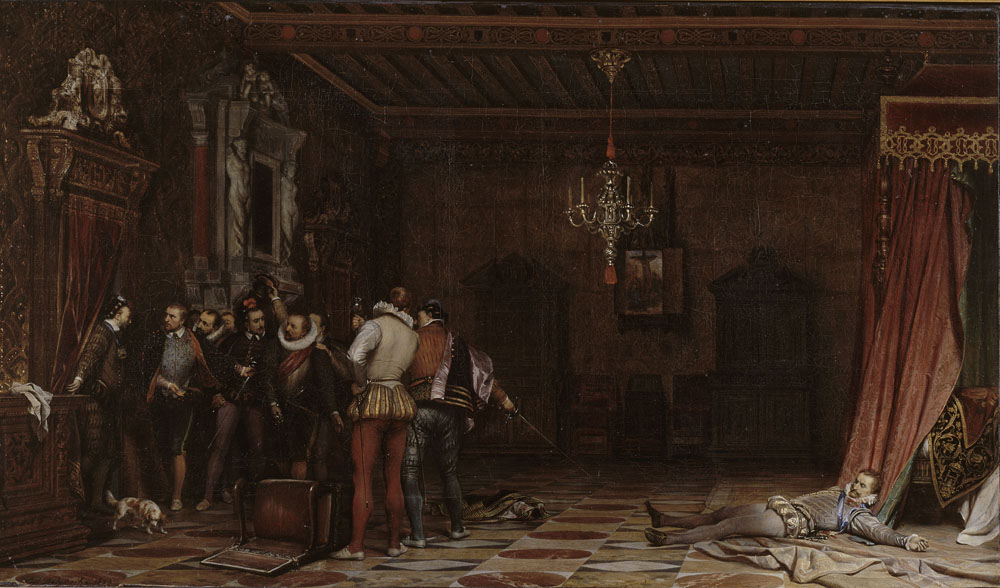
Paul Delaroche, L'assassinio del duca di Guisa, 1834

Nel 1834, il principe Ferdinando Filippo d'Orléans commissionò ad Ingres un dipinto che facesse da pendant ad un dipinto di Paul Delaroche: L'assassinio del duca di Guisa, attualmente conservato nel museo Condé. Tuttavia, quello stesso anno Ingres partì alla volta di Roma, dove venne nominato direttore dell'Accademia di Francia, perciò realizzò in ritardo la commissione. 

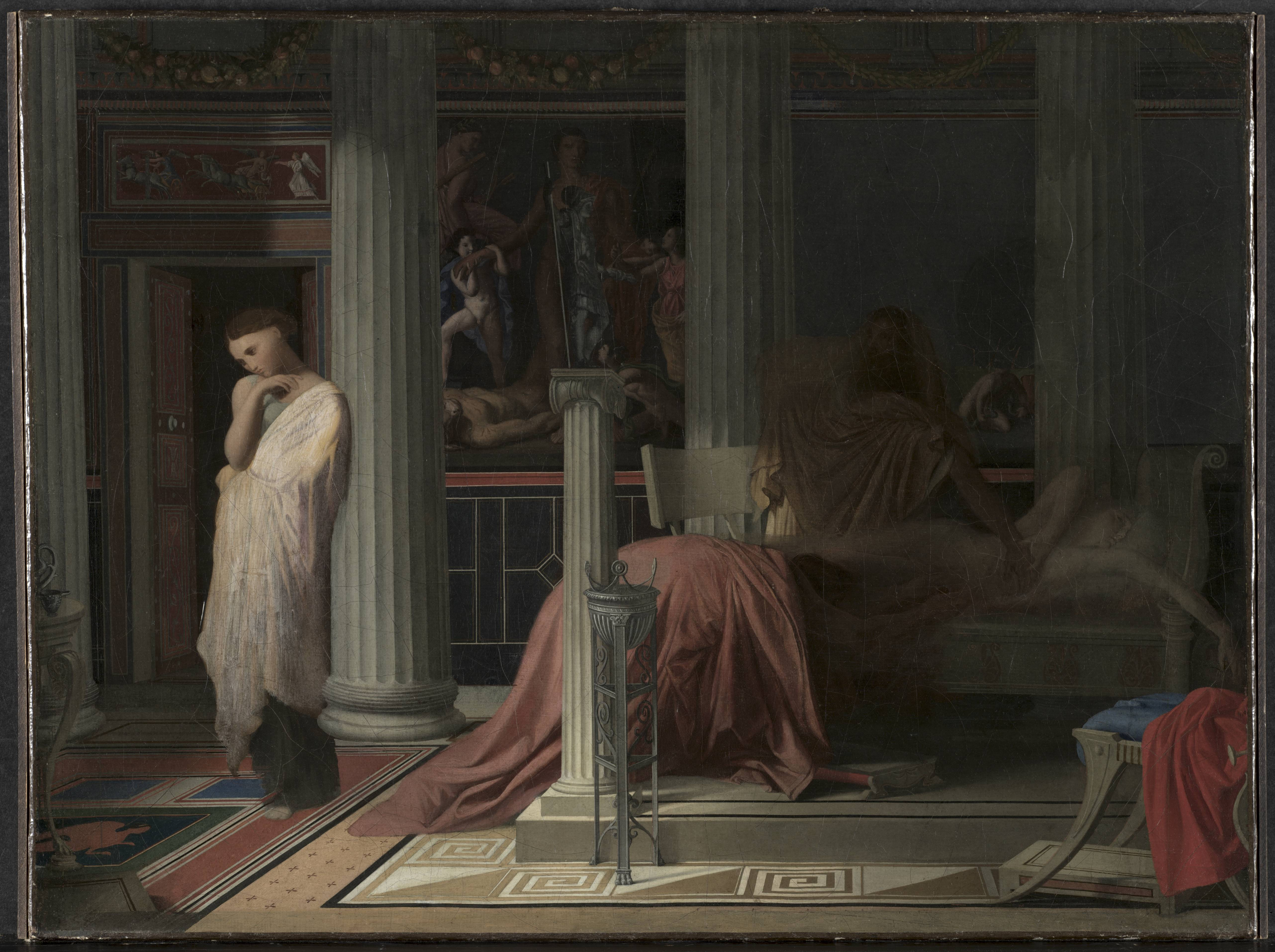
Lo schizzo oggi conservato al museo d'arte di Cleveland, nell'Ohio.

Nel 1838 circa egli realizzò uno schizzo della composizione oggi conservato al museo d'arte di Cleveland. La cortigiana anglo-irlandese Lady Eglé Charlemont, secondo la sua testimonianza, posò per la figura di Stratonice, Hippolyte Flandrin per il braccio di Antioco e infine Ingres stesso per Seleuco. Il quadro venne dipinto a Roma nel 1840, senza dubbio con l'aiuto di Victor Baltard, un architetto residente presso l'Accademia che disegnò le decorazioni, e dei fratelli Paul e Raymond Balze, che dipinsero parte dell'architettura. Il duca, soddisfatto, diede 6000 franchi all'artista e la tela venne esposta alla galleria del palazzo reale.
Il duca d'Orléans morì tragicamente nel 1842 e il dipinto passò alla sua vedova Elena di Meclemburgo-Schwerin. Dopo la rivoluzione del 1848, la tela venne messa in vendita a Parigi, dove sarà acquistata nel 1852 dal principe Anatolio Demidoff per 63.000 franchi. Antioco e Stratonice venne messo nuovamente all'asta nel 1863, sempre a Parigi. Il duca d'Aumale, allora in esilio a Londra, fece acquistare il dipinto appartenuto al fratello tramite Édouard Bocher per la cifra di 93.000 franchi: l'opera tornò in Francia nel 1871, dove venne esposta nella sala della Tribuna del suo castello di Chantilly, dove si trova ancora oggi (il museo Condé è ospitato nel castello di Chantilly).

## Descrizione

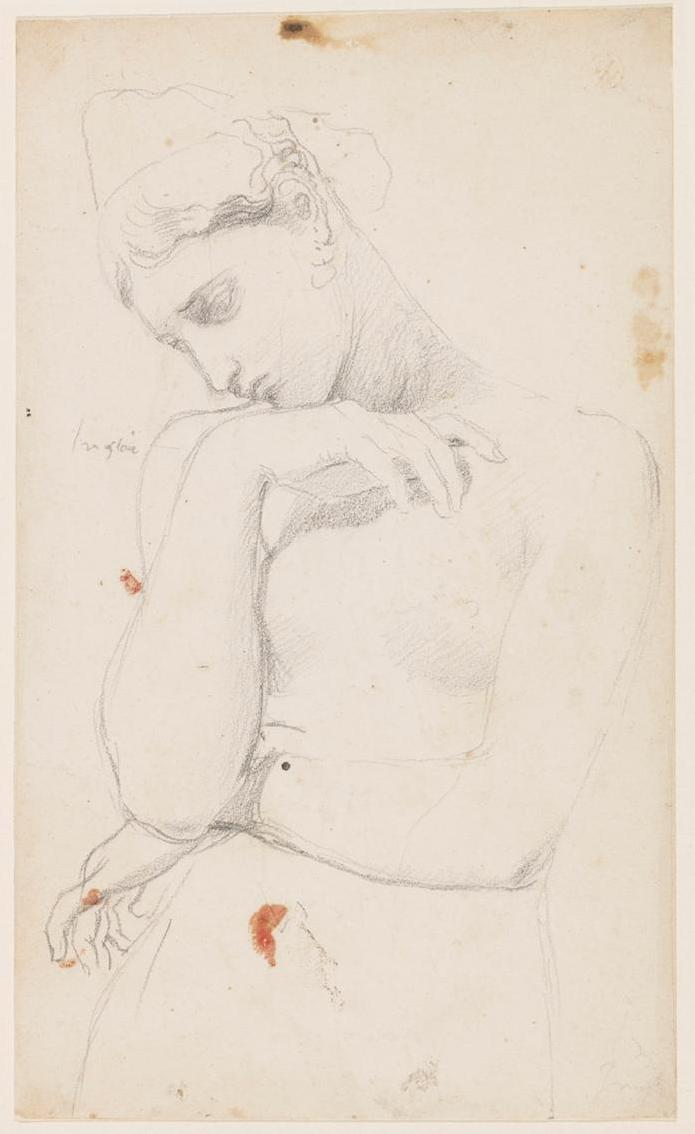
Uno studio per Stratonice.

Questa scena è tratta da un episodio della vita di Demetrio di Plutarco, citato anche da molti scrittori antichi, comme Diodoro Siculo, Plinio il Vecchio, Luciano di Samosata, Appiano e Valerio Massimo. Antioco I (325-261 a.C.), figlio di Seleuco I, generale di Alessandro Magno e fondatore della dinastia dei Seleucidi, si innamorò segretamente della nuova moglie del padre, Stratonice, la figlia del re macedone Demetrio I Poliorcete. La passione consumò Antioco ed egli si ammalò. Quando il giovane stava male, il medico Erasistrato scoprì la causa della sua malattia: il suo cuore accelerò il battito quando Stratonice entrò nella stanza. Suo padre poi crollò ai piedi del letto. Il momento scelto dal pittore di Montauban è proprio questo.
La moglie di Seleuco è raffigurata in piedi, con una mano sul mento, e si trova sul lato sinistro della composizione. Al centro si trova Erasistrato, che mette la propria mano sul petto di Antioco per sentirne il battito cardiaco, mentre Seleuco si trova in ginocchio davanti al letto, con le mani giunte. Ai lati della composizione si possono vedere due ancelle che piangono. La composizione è molto buia nel lato destro, mentre Stratonice è molto illuminata, così da metterla in risalto. Sopra Antioco si trovano un'armatura e uno scudo con una testa di Gorgone. Vicino il letto si trova una colonnina con una statua d'oro di Alessandro Magno sulla sommità, come rivela la scritta sottostante ΑΛΕΞΑΝΔΡΟΣ ΦΙΛΙΠΠΟΥ ΜΑΚΕΔΟΝ ("Alessandro Macedone [figlio] di Filippo"). 

## Fonti di ispirazione

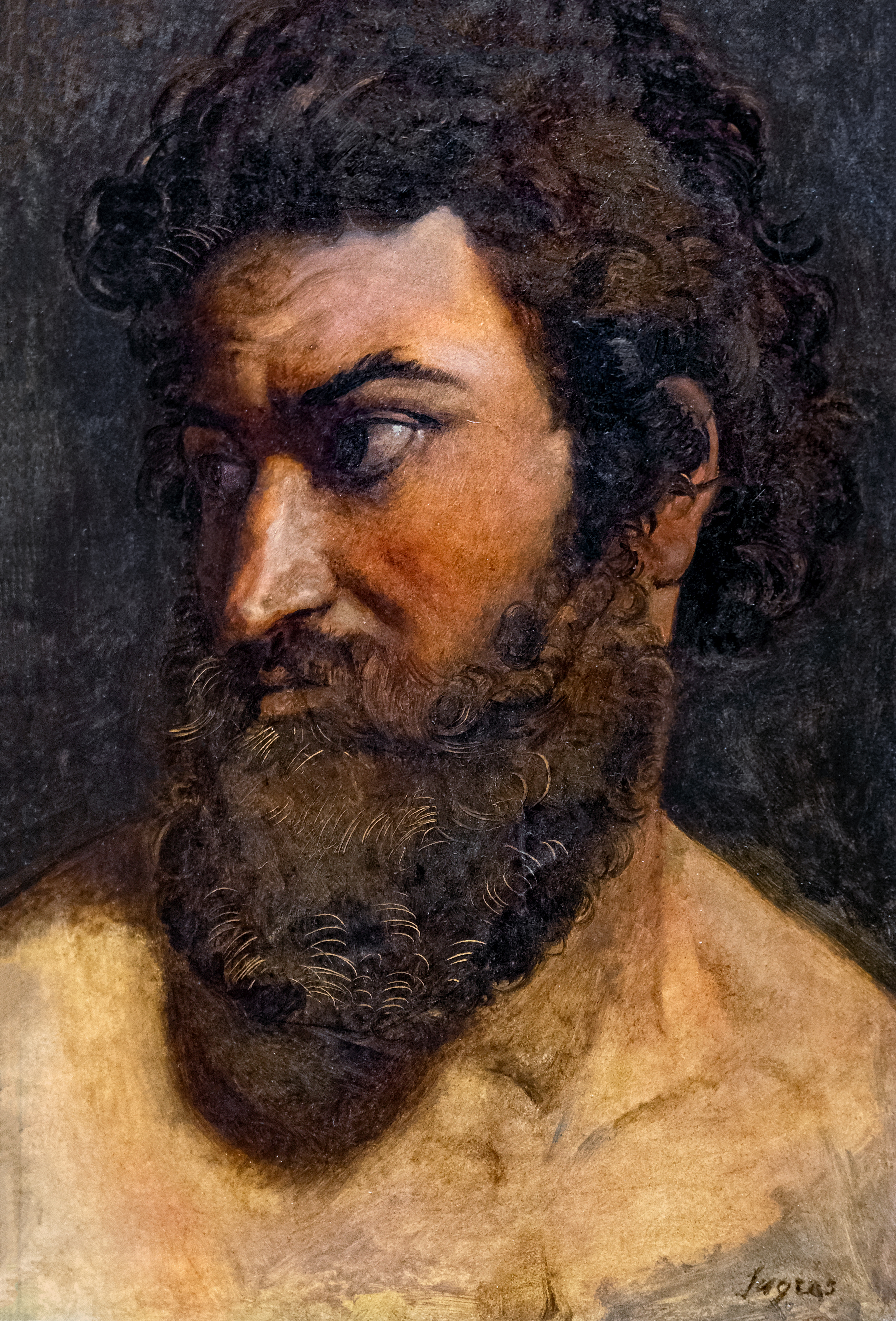
Uno studio per la testa di Erasistrato, oggi al museo Ingres.

Il tema era già stato trattato da Jacques-Louis David in un quadro che gli permise di ottenere il premio di Roma nel 1774: Erasistrato alla scoperta della causa della malattia di Antioco. Dominique Ingres, che era un allievo di David, riprese questa scena in molti disegni, il primo del quale, oggi al museo del Louvre, risale al 1807. Inoltre egli realizzò molti schizzi e disegni su questo tema (come lo studio per la testa di Erasistrato oggi al museo Ingres di Montauban), oltre ad un'altra versione dell'opera del 1866, oggi al museo Fabre di Montpellier.
Un'altra probabile fonte d'ispirazione potrebbe essere l'opera lirica Stratonice di Étienne Nicolas Méhul, più volte rappresentata dall'orchestra di Tolosa. La scena raffigurata nel dipinto potrebbe rifarsi ad un momento specifico dell'opera di Méhul: l'assolo della protagonista. Infine, questa ispirazione spiegherebbe la presenza di una lira in primo piano. Bisogna inoltre ricordare che anche L'assassinio del duca di Guisa potrebbe rifarsi a un'opera lirica: Gli ugonotti di Giacomo Meyerbeer.
L'arredamento e i personaggi si ispirano all'antichità: Stratonice è vicina alla statuaria romana. Il letto è ispirato ad un naiskos, un edificio funebre risalente al IV secolo a.C. e disegnato su un vaso scoperto a Canosa, il cui rilievo venne pubblicato nel 1816.